# Cliff Lee

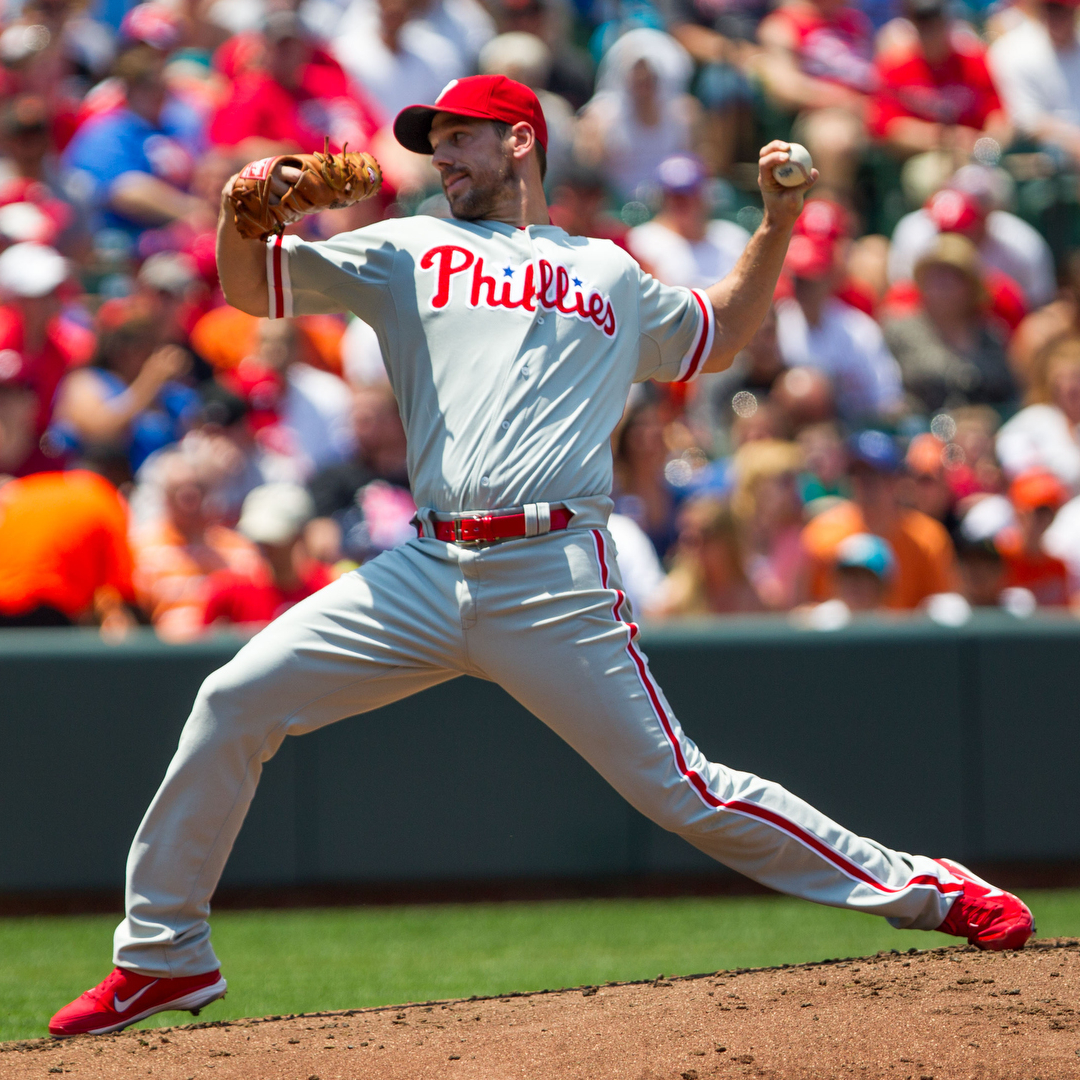
Cliff Lee i Philadelphia Phillies dräkt 2012.

Clifton Phifer "Cliff" Lee, född den 30 augusti 1978 i Benton i Arkansas, är en amerikansk före detta professionell basebollspelare som spelade 13 säsonger i Major League Baseball (MLB) 2002–2014. Lee var vänsterhänt pitcher.
Lee spelade för Cleveland Indians (2002–2009), Philadelphia Phillies (2009), Seattle Mariners (2010), Texas Rangers (2010) och Phillies igen (2011–2014). Totalt spelade han 328 matcher i grundserien och var 143–91 (143 vinster och 91 förluster) med en earned run average (ERA) på 3,52 och 1 824 strikeouts på 2 156,2 innings pitched.
Lee vann en Cy Young Award och togs ut till fyra all star-matcher.

## Karriär
Lee draftades av Florida Marlins 1997 som 246:e spelare totalt direkt från high school, men valde i stället att studera vid Meridian Community College i Meridian i  Mississippi. Året efter blev han åter draftad, men den här gången av Baltimore Orioles som 609:e spelare totalt. Även denna gång valde han studierna före MLB. Han började 2000 studera vid University of Arkansas och spela för skolans basebollag Arkansas Razorbacks. Samma år blev han draftad av Montreal Expos som 105:e spelare totalt och den här gången skrev han på ett kontrakt. Han trejdades i juni 2002 tillsammans med flera andra spelare till Cleveland Indians i utbyte mot bland andra Bartolo Colón. Han debuterade i MLB för Indians den 15 september samma år.
Lee slog igenom 2005 då han var 18–5 med en ERA på 3,79 och kom fyra i omröstningen till American Leagues Cy Young Award, priset till ligans bästa pitcher. Ännu bättre gick det 2008 då han var 22–3 med en ERA på 2,54, och det året togs han ut till sin första all star-match och vann American Leagues Cy Young Award.
I juli 2009 trejdades Lee till Philadelphia Phillies och spelade för den klubben resten av den säsongen. Inför 2010 års säsong trejdades han till Seattle Mariners, men redan i juli nästföljande år trejdades han till Texas Rangers. Just före bytesaffären blev han uttagen till all star-matchen. Efter 2010 års säsong blev han free agent.
Lee skrev inför 2011 års säsong på för sin gamla klubb Philadelphia Phillies, och där blev han kvar under resten av karriären. Han hade fina säsonger 2011 (17–8, 2,40 ERA) och 2013 (14–8, 2,87 ERA) och togs under båda de säsongerna ut till all star-matchen.